# Aganippe planites
Aganippe planites là một loài nhện trong họ Idiopidae.
Loài này thuộc chi Aganippe. Aganippe planites được Faulder miêu tả năm 1985.

## Hình ảnh

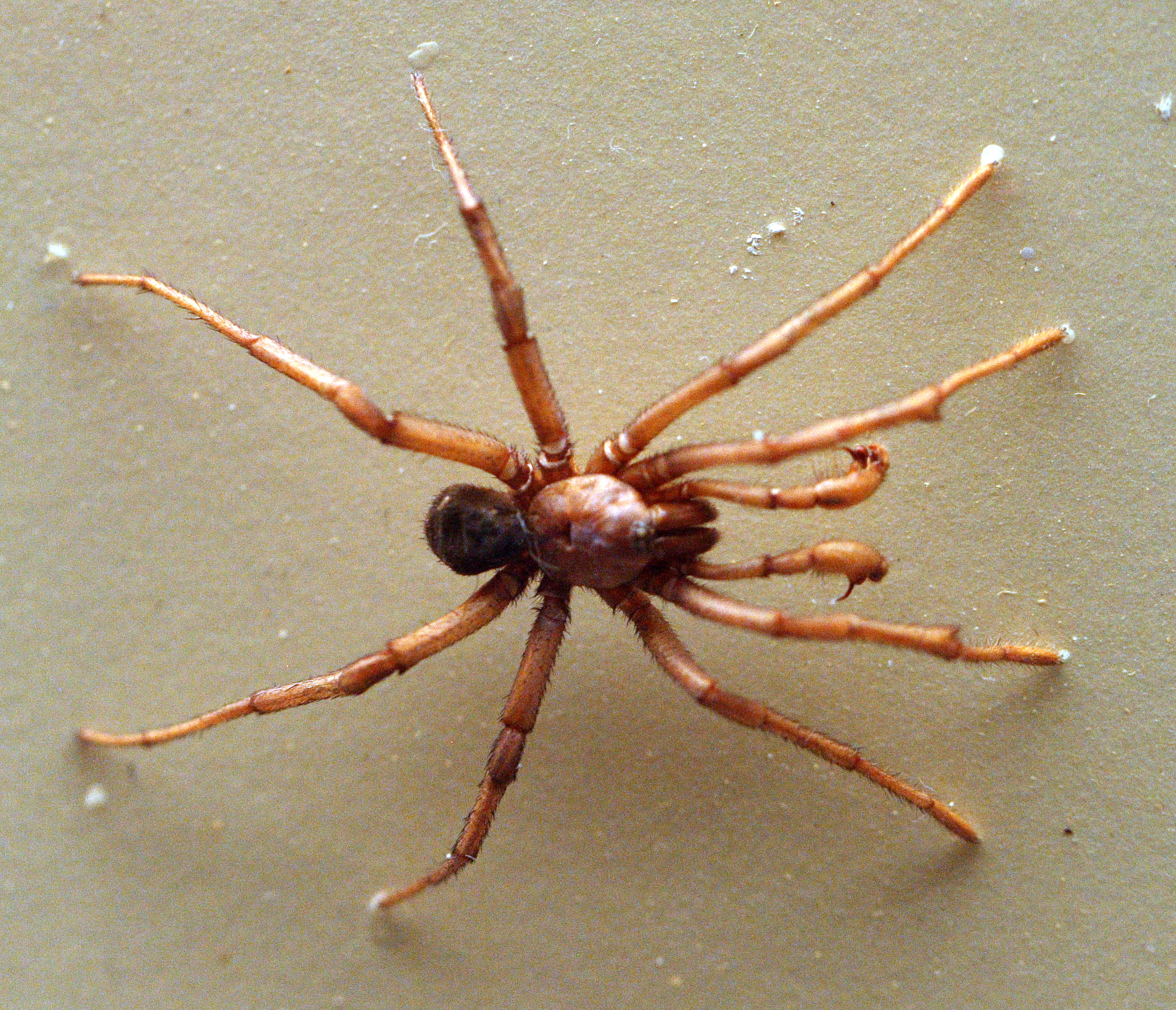
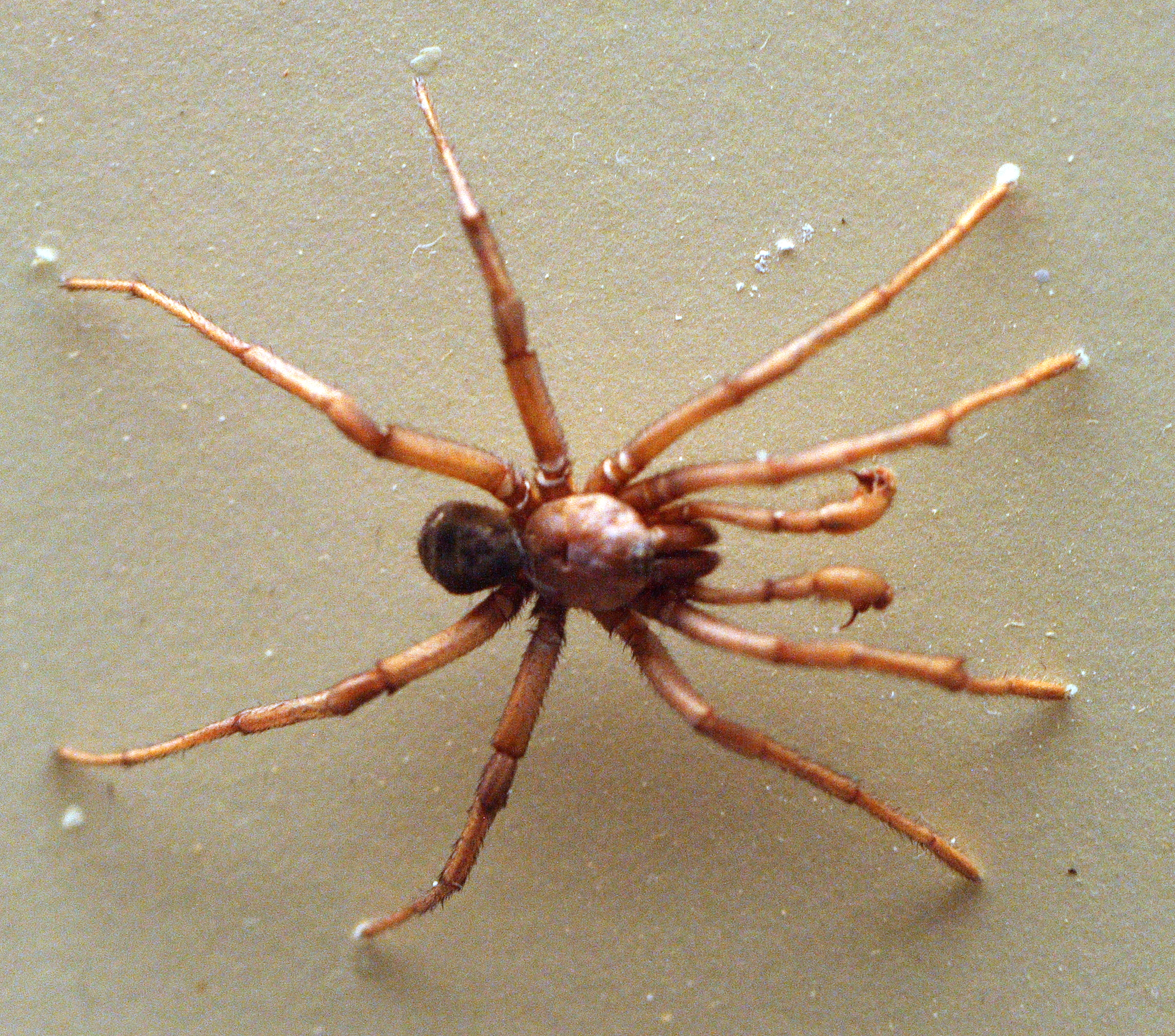